# Anita Pallenberg
Anita Pallenberg, född 6 april 1942 i Rom, död 13 juni 2017 i Chichester i West Sussex i England, var en italiensk-tysk skådespelare och fotomodell.
Anita Pallenberg föddes och växte upp i Italien men hade tysk familjebakgrund. Hon började att arbeta som fotomodell i tonåren och arbetade bland annat för Vogue under det tidiga 1960-talet. Hon bodde i Tyskland och New York innan hon bosatte sig i London. Hon filmdebuterade 1967 i den tyska filmen Mord und Totschlag. År 1968 medverkade hon i de italienska filmerna Barbarella (som den onda drottningen) och Candy (som sjuksköterska). År 1970 spelade hon mot Mick Jagger i filmen Performance. Hon hade vid denna tid ett förhållande med Keith Richards och hade tidigare även haft ett med Brian Jones. Under den tiden hade hon ett stort inflytande på Rolling Stones och konsumerade stora mängder droger. Hennes förhållande med Richards tog slut 1980, bland annat som ett resultat av drogrelaterade problem med rättsväsendet. De har två barn, Marlon och Angela (ett tredje, Tara, dog tio veckor gammal). Hon hade också ett intresse för svart magi och voodoo. Bland annat ska hon ha trott att hon var en häxa, burit med sig vitlök för att hålla vampyrer borta och utfört hemliga ritualer.
Under 1990-talet började Pallenberg att arbeta som modedesigner och bodde sedan både i New York och i Europa. Pallenberg medverkade 2001 i ett avsnitt av den brittiska komediserien Helt hysteriskt. År 2005 porträtterades hon i filmen Stoned av skådespelerskan Monet Mazur.
År 2020 gav Simon Wells ut en biografi, She's a Rainbow: The Extraordinary Life of Anita Pallenberg.